# Bill Harris
William White Harris jr., detto Bill (Honolulu, 26 ottobre 1897 – Honolulu, 7 marzo 1961), è stato un nuotatore statunitense.

## Palmarès

### Olimpiadi
- Bronzo a Anversa 1920 nei 100 metri stile libero.